# 貝爾納·費迪南·李奧

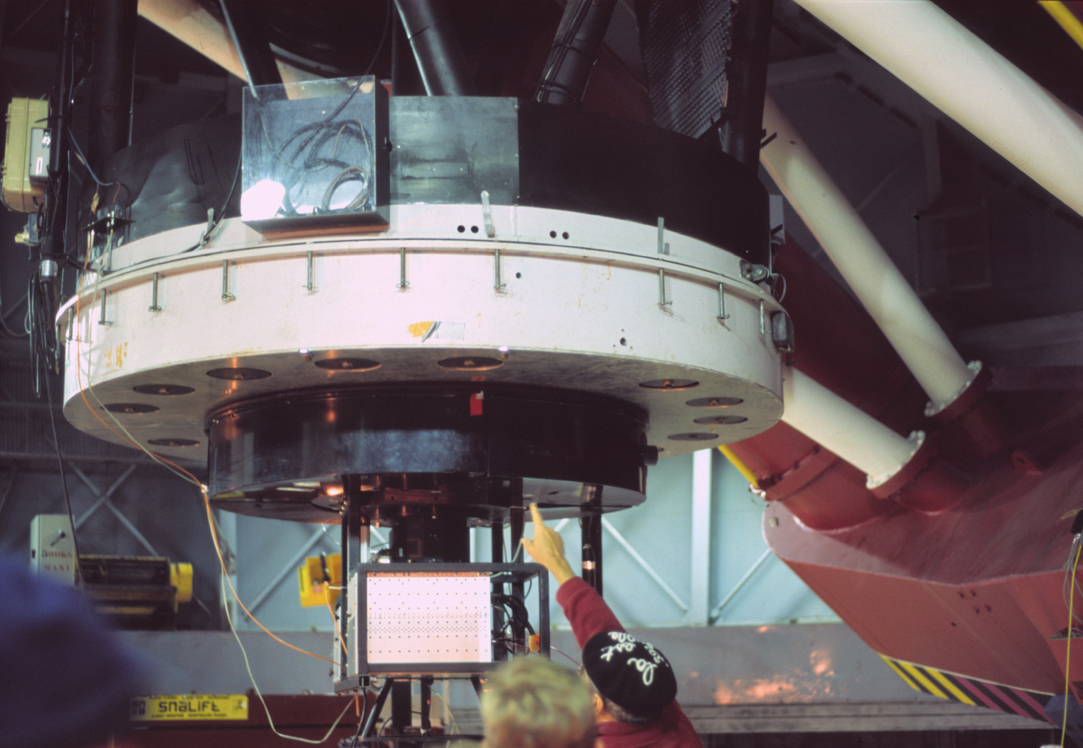
貝爾納·李奧望遠鏡

貝爾納·費迪南·李奧（發音：[bɛʁnaʁ fɛʁdinɑ̃ ljo]；1897年2月27日—1952年4月2日），法國天文學家，日冕儀的發明者。

## 生平
李奧在1914年起開始對天文感興趣。不久之後他先後獲得口徑分別是10和15公分的望遠鏡。1917年从法国高等电力学校工程专业毕业后，李奥曾协助巴黎综合理工学院的物理学家阿尔弗雷德·佩罗进行研究，同时在巴黎大學學習物理、化學與工程。从1920年起到去世他都任職於默東天文台。天文台台长亨利-亞歷山大·德朗達爾对他的工作给予了很大的支持。1930年李奧獲得頭銜 Joint Astronomer of the Observatory。之后他成为單色光相關儀器方面的专家，研究了光在经过行星时的极化现象，分析了各行星的大气组成。。
1930年代李奥發明了不需要等候日食發生就可以觀測日冕的日冕儀。自从十九世纪中叶起，就有很多研制日冕仪的构想，其基本设计是通过挡盘遮住太阳光球的光线，以观察日冕。但大气散射和制造材料本身的散射导致了无法获得清晰的图像。李奥通过组合使用光圈和透镜捕捉散射光，减少材料本身的散射，通过将日冕仪安装在比利牛斯山中的南比戈尔峰天文台（Pic du Midi de Bigorre）降低了大气散射的影响，最终得到了清晰的日冕照片。1938年他在國際天文聯會會員大會上播放了日冕動態影片。1939年他成為法蘭西科學院院士。1943年他成為墨東天文台首席天文學家，1947年獲得布魯斯獎。他在1952年前往蘇丹觀測日食後，回程途中因為心臟病在埃及開羅去世。

## 在南比戈尔峰的觀測與相關學術成就
- 月壤性質類似火山岩質塵埃
- 火星上有沙塵暴
- 改進日冕儀
- 完成日珥和日冕動態影像
- 日冕中發現譜線

## 發明
- 日冕儀
- 李奧濾光器
- 李奧光闌

李奥消偏器

- 李奧消偏振鏡，使用两块光轴夹角为45度的晶体，同时保持第二块晶体的厚度为第一块的两倍达到消偏振的目的。

## 榮譽與獎項
獎項
- 1939年英國皇家天文學會金質獎章[4]
- 1942年富蘭克林研究所霍华德·波茨奖章
- 1947年太平洋天文學會布魯斯獎[5]
- 1951年美国国家科学院亨利·德雷伯獎章[6]

命名事物
- 月球上的李奧環形山
- 火星上的李奧撞擊坑
- 小行星2452
- 貝爾納·李奧望遠鏡

## 軼事
中國天文學家高魯擔任駐法國公使期間在報紙上看到李奧發明了日冕儀，以為李奧是中國人並去信約見面，直到見面才發現錯誤。

## 外部連結
- 布魯斯獎網頁介紹貝爾納·李奧 （页面存档备份，存于）